# 水野重明
水野 重明（みずの しげあき、生年不詳 - 嘉永5年（1852年））は、江戸時代後期の旗本。通称は采女、官位は従五位下下総守。

## 来歴
天保6年（1835年）7月1日徒頭より西丸目付となり、翌年11月12日に天保12年6月28日先手組頭となる。弘化3年（1846年）12月に京都西町奉行となり貧困者の救済や米価が高騰することを防ぐ施策を実施した。嘉永5年（1852年）在任中に没した。